# Reyer Venezia 1938-1939
Questa voce raccoglie le informazioni riguardanti la Reyer Venezia nelle competizioni ufficiali della stagione 1938-1939

## Stagione
La Reyer Venezia arrivò al sesto posto su 9 squadre della serie A di pallacanestro.

## Roster
- Luciano Montini
- Leo Pontello
- Giovambattista Pellegrini
- Conchetto
- Amerigo Penzo
- Castellaro
- Cavallari
- Enrico Garbosi
- Cerrato[1]
- Allenatore: